# Civil Twilight
Civil Twilight byla jihoafrická rocková skupina z Kapského Města, kterou tvořili bratři Andrew a Steven McKellarovi, Richard Wouters a Kevin Dailey. Nahrávali pod vydavatelskou společností Wind-up Records. Během svého působení vydali tři studiová alba – Civil Twilight (2009), Holy Weather (2012) a Story of an Immigrant (2015).

## Historie
V roce 1996 začali bratři Andrew a Steven McKellarovi společně s Richardem Woutersem skládat muziku a hrát v garážích a opuštěných budovách. To vedlo k založení skupiny Civil Twilight.
I když hráli již od roku 1996, prosadili se až v roce 2007, když jejich písničky zazněly v seriálech jako jsou One Tree Hill, Dr. House, Láska ke hvězdám, Terminátor: Příběh Sáry Connorové a Harperův ostrov. Své první studiové album Civil Twilight vydali v červenci roku 2009. Jejich debutový singl z roku 2010 „Letters from the Sky“ sklidil uznání a držel se i v hudebních žebříčcích. V roce 2012 vyrazili na turné po Spojených státech amerických. Během turné je doprovázely skupiny Mutemath a Young the Giant.
Druhé album Holy Weather vyšlo 26. března 2012. V té době se ke kapele připojil také klávesák a kytarista Kevin Dailey. Dne 2. března 2015 skupina vydala novou píseň s názvem „Story of an Immigrant“ a oznámila vydání stejnojmenného alba. Aktivita a zájem členů skupiny pokračovat dále v tomto uskupení se snižoval a tak ke konci roku 2016 oznámili, že skupina se rozchází.
V říjnu 2017 se zpěvák skupiny Steven McKellar zúčastnil koncertu Linkin Park and Friends: Celebrate Life in Honor of Chester Bennington. Během koncertu, stejně jako ostatní hudebníci, vzdal holt zesnulému zpěvákovi Chesteru Benningtonovi. Společně s Mikem Shinodou zazpíval písně „Nobody Can Save Me“ a „Waiting for the End“.

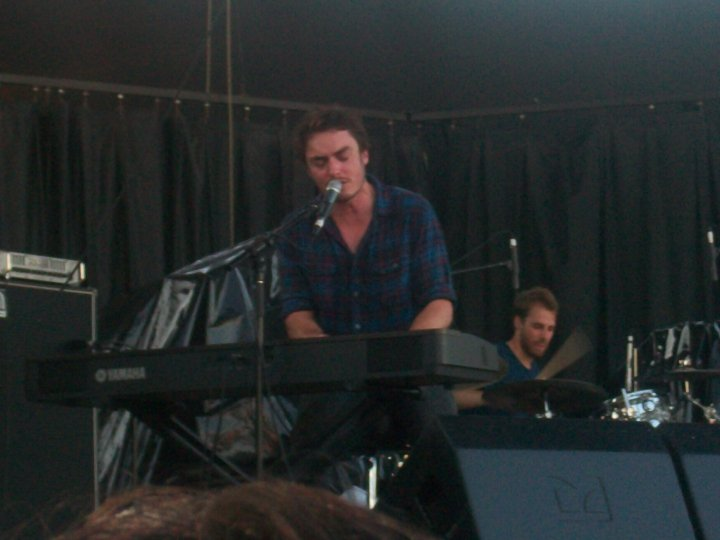
Steven McKellar v roce 2010

## Členové
- Steven McKellar – zpěv, basová kytara, klávesy, klavír  (1996–2016)
- Andrew McKellar – kytara, smyčec, doprovodné vokály (1996–2016)
- Richard Wouters – bicí, perkuse (1996–2016)
- Kevin Dailey – klávesy, kytara, doprovodné vokály (2012–2016)

## Diskografie

### Studiová alba
- Civil Twilight (2009)
- Holy Weather (2012)
- Story of an Immigrant (2015)

### EP
- iTunes Live from SoHo (2010)
- Holy Weather Remix EP (2012)